# 박태호 (성우)
박태호(1945년 5월 19일 ~ )는 대한민국의 남자 성우이다. 문화방송 성우극회 소속. 1966년 연극배우로 활동하다가 1972년 MBC 공채 5기 성우로 입사했다.

## 출연 작품

### 애니메이션
- 우주전함 코메트 (MBC)
- 느낌표 (MBC) - 알아맞히기 경연대회
- 개리슨 유격대 (MBC)
- 초원의 집 (MBC)
- 독고탁의 비둘기 합창 (MBC) - 개장수
- 사파이어 왕자 (MBC) - 듀랄 만
- 우주보안관 장고 (MBC) - 호스맨
- 톰소여의 모험 (MBC) - 탐정
- 요술소녀 (MBC)
- 오토기조시 (애니메이션) (애니맥스)
- 갓슈벨Final (챔프TV) - 달타냥
- 소년탐정 김전일 Original(챔프)
- 은하순찰대 (MBC)
- 태양소년 에스테반 (MBC)
- 핑크팬더 (MBC)
- 날아라 스타에이스 (MBC)
- 용감한 죠리 (MBC)
- 소공자 세디 (MBC)
- 백수왕 고라이온 (MBC) - 라이블(코란)
- 슈퍼 차일드 (KBS) - 털털대사
- 유산상속 벼락부자 (SBS)
- 키다리 아저씨 (MBC)
- 우주용사 다이노서 (MBC)
- 꿀벌의 친구 (MBC)
- 미래용사 볼트론 (MBC) - 코란
- 마이티 마우스 (MBC)
- 장독대 (MBC) - 사또
- 도단이 (MBC)
- 발리언트 (MBC)
- 스트리트 파이터 (MBC) - 달심
- 침묵의 함대 (애니박스) - 베넷
- 그랜다이저 (VIDEO) - 최강호
- 헌터X헌터 리메이크 (애니맥스) - 네테로
- 몬스터 (투니버스) - 조바크
- 나루토 질풍전 (투니버스) - 에비조
- 메칸더V (MBC) - 헤로데 황제/정크스 박사/대령
- 마르코 폴로의 모험 (MBC)
- 목장의 소녀 캐트리 (MBC)

### 영화
- 러시아워 3 (SBS) - 레비 형사 (로만 폴란스키)
- 오스틴 파워 (SBS) - 배실 (마이클 요크)
- 록키 5 (MBC)
- 컵 (MBC) - 큰 스님 (라마 촌저)
- 패트리어트 게임 (MBC)
- 종착역 (MBC)
- 세 가지 색 블루 (SBS)
- 크루얼 죠스 (MBC)
- 인터폴 특명 (SBS) - 호너 (론 스머책)
- 킥 복서(SBS) - 프래디(이가정)
- 단테스 피크 (SBS)
- 80일간의 세계일주(MBC) - 키트너(이안 맥니스)
- 파워 오브 원 (MBC) - 흑인(윈스턴 쇼나)
- 블랙 라이온 (MBC)
- 언터처블 (MBC) - 바덴더(존 J. 월시)
- 스나이퍼 (MBC) - 제독(렉스 린)
- 이연걸의 탈출 (SBS) - 영화 감독(조사리)
- 총잡이 링고 (MBC) - 은행장(후안 카잘리야)
- 돌아온 링고 (MBC) - 신부(리카도 발로르)
- 악마의 4시 (MBC) - 웨슬러(마틴 브란트)
- 탄생 (MBC) - 클리포드(피터 스토메어)
- 예카테리나 대제 (MBC) - 수도승(팀 매키너니)
- 허리케인 (MBC) - 판사(스펜서 차터스)
- 007 옥토퍼시 (MBC)
- 007 네버 다이 (MBC) - Q(데스몬드 르웰린)
- 007 언리미티드 (MBC)
- 007 뷰투어킬 (MBC)
- 산드라 블록의 28일 동안 (MBC) - 대니엘
- 론머맨 (MBC) - 테리 아저씨
- 그렘린 (SBS)
- 프렌지 (MBC)
- 터미네이터2 (SBS) - 존 양아빠
- 더 맨 (MBC) - 의사(노먼 커)
- 아담스 패밀리 (MBC)
- 비욘드 사일런스 (MBC) - 라라 할아버지
- 포 페더스 (MBC)
- 성룡의 80일간의 세계일주 (MBC)
- 판타스틱 소녀 백서 (MBC)
- 닥터 두리틀 (MBC)
- 최가박당 (MBC) - 알버트
- 황후화 (MBC) - 내관 외
- 베오울프 (MBC) - 칼
- 디어 헌터 (MBC)
- 클루리스 (MBC)
- 프랑켄슈타인 (MBC)
- 스위치 백 (MBC)
- 칠협오의 (SBS) - 이칠
- 무서운 영화 (SBS)
- 천녀유혼 (MBC)
- 에어 콘트롤 (MBC)
- 훌라 걸스 (MBC)
- 미시시피 버닝 (MBC)
- 더 퀸 (MBC)
- 아라비아의 로렌스 그 후의 이야기 (MBC)
- 세컨핸드 라이온스 (MBC)
- 알렉산더 (MBC) - 폴리페르콘(크리스 에어버데인)
- 아이 스파이 (MBC)
- 싸늘한 여름 (MBC)
- 리틀 킹 (MBC)
- 모험왕 (MBC)
- 유주얼 서스펙트 (MBC)
- 뮤리엘의 웨딩 (MBC)
- 퀘스트 (MBC)
- 패트리어트 (MBC)
- 옹박 (MBC) - 훔래 아버지
- 겨울 전쟁 (MBC)
- 공포의 룸메이트 (MBC)
- 스타워즈 에피소드5 (MBC)
- 광부의 딸 (MBC)
- 차이나 레이크 살인사건 (MBC)
- 비독 (MBC)
- 아들과 딸들 (MBC) - 데이비드
- 로빈 훗의 모험 (MBC)
- 소돔과 고모라 (MBC) - 중위(가브리엘 틴티)
- 마이 걸 (MBC)

### 외화
- CSI 과학수사대 (MBC)
- CSI 뉴욕 (MBC)

### 특수촬영 드라마
- 가면라이더 블레이드 (챔프) - 히로세 요시토
- 가면라이더 덴오 (챔프) - 오너/역장
- 가면라이더 디케이드 (챔프) - 오너
- 파워레인저 애니멀포스 - 엄해남

### TV 프로그램
- 기막힌 이야기 실제상황 MBN - 각종단역
- 이것은 실화다 TV 조선 - 각종단역
- 충격실화극 싸인 채널A - 각종단역
- 천 개의 비밀 어메이징 스토리 채널A - 각종단역
- 천일야사 채널A - 각종단역

### 라디오 드라마
- 다큐멘터리 드라마 격동 50년 (MBC)

### 방송 출연
- 1 대 100 (KBS)
- 제4공화국 (MBC) - 북한 적십자사 유장식 총재

### 기타
- 야인시대 (SBS) - 최남선
- 장군의 아들 (MOVIE) 다(多)역

## 같이 보기
- 문화방송
- 문화방송 성우극회